# Дебељачка језера
Дебељачка језера представљају систем од пет вештачких језера смештених недалеко од истоименог села, општина Ковачица. Језера су удаљена око 40 километара од Београда, а од Новог Сада око 90 километара. Настала су тако што је вода испунила копове глине. Језера су потом порибљена, тачније четири од пет њих, па данас представљају туристичку и риболовачку атракцију јужног Баната. Језера обилују шараном, амуром, бабушком и другом рибом.